# 기타지마 유지
기타지마 유지(일본어: 北島 祐二, 2000년 8월 4일~)는 일본의 축구 선수이다.

## 구단 경력
그는 2019년 J2리그의 아비스파 후쿠오카에 입단했다. 2020년 J2리그 준우승으로 J1리그로 승격했다. 2023년 J2리그의 도쿄 베르디로 임대 이적했다. 2023년 J2리그 3위를 기록하여 J1리그로 승격했다. 2024년 아비스파 후쿠오카로 복귀했다.